# Wangsimni-dong
Wangsimni 2-dong là một dong (phường) của quận Seongdong ở Seoul, Hàn Quốc.

## Giáo dục
- Trường tiểu học Muhak Seoul (서울무학초등학교)

## Giao thông
Có thể đến Wangsimni 2-dong thông qua:
- Ga Sangwangsimni trên tàu điện ngầm Tuyến Seoul 2
- Ga Wangsimni trên tàu điện ngầm Tuyến Seoul 2, Tuyến Seoul 5, tuyến Jungang, tuyến Bundang.
- Các tuyến đường bộ: Wangsimni-ro, Nangye-ro, Muhakbong-gil